# Chad en los Juegos Olímpicos de Barcelona 1992
Chad estuvo representado en los Juegos Olímpicos de Barcelona 1992 por seis deportistas, cinco hombres y una mujer, que compitieron en dos deportes.
El equipo olímpico chadiano no obtuvo ninguna medalla en estos Juegos.